# Односи Русије и Сједињених Америчких Држава
Односи Русије и Сједињених Америчких Држава су инострани односи Руске Федерације и Сједињених Америчких Држава.

## Историја односа

### Односи Совјетског Савеза и Сједињених Америчких Држава
Ричард Никсон је 22–30. маја 1972. посетио СССР као други председник САД-а који је посетио СССР после Франклина Рузвелта.
За време Совјетског рата у Авганистану САД су у значајној мери финансирале, наоружавале и тренирале Муџахедине.
Коријан ерлајнсов лет 007 је био Боинг 747 којег је оборио совјетски пресретач Сухој Су-15 код острва Монерон, западно од острва Сахалин у Јапанском мору 1. септембра 1983.

### Односи Руске Федерације и Сједињених Америчких Држава
Председници Доналд Трамп и Владимир Путин су се састали јула 2018. у једнодневном самиту у Хелсинкију у Финској.